# Cophixalus
Cophixalus es un género de anfibios anuros de la familia Microhylidae. Las especies de este género son arbóreas[cita requerida] y se distribuyen por las islas Molucas, Nueva Guinea (y algunas islas cercanas), y el nordeste de Queensland, Australia.

## Especies
Se reconocen las siguientes 68 especies:
- Cophixalus aenigma Hoskin, 2004
- Cophixalus albolineatus[2] Kraus, 2012
- Cophixalus amabilis[2] Kraus, 2012
- Cophixalus ateles (Boulenger, 1898)
- Cophixalus australis[3] Hoskin, 2012
- Cophixalus balbus Günther, 2003
- Cophixalus bewaniensis Kraus & Allison, 2000
- Cophixalus biroi (Méhely, 1901)
- Cophixalus bombiens Zweifel, 1985
- Cophixalus cateae Richards & Günther, 2019
- Cophixalus caverniphilus Kraus & Allison, 2009
- Cophixalus cheesmanae Parker, 1934
- Cophixalus clapporum[2] Kraus, 2012
- Cophixalus concinnus Tyler, 1979
- Cophixalus crepitans Zweifel, 1985
- Cophixalus cryptotympanum Zweifel, 1956
- Cophixalus cupricarenus Kraus & Allison, 2009
- Cophixalus daymani Zweifel, 1956
- Cophixalus desticans Kraus & Allison, 2009
- Cophixalus exiguus Zweifel & Parker, 1969
- Cophixalus gigiraensis Günther, Dahl & Richards, 2023[4]
- Cophixalus hannahae Richards & Günther, 2019
- Cophixalus hinchinbrookensisHoskin, 2012[3]
- Cophixalus hosmeri Zweifel, 1985
- Cophixalus humicola Günther, 2006
- Cophixalus infacetus Zweifel, 1985
- Cophixalus interruptus Kraus & Allison, 2009
- Cophixalus iovaorum Kraus & Allison, 2009
- Cophixalus kaindiensis Zweifel, 1979
- Cophixalus kethuk Kraus & Allison, 2009
- Cophixalus kulakula Hoskin & Aland, 2011[5]
- Cophixalus linnaeus Kraus & Allison, 2009
- Cophixalus mcdonaldi Zweifel, 1985
- Cophixalus melanops Kraus & Allison, 2009
- Cophixalus misimae Richards & Oliver, 2007
- Cophixalus monosyllabus Günther, 2010
- Cophixalus montanus (Boettger, 1895)
- Cophixalus monticola Richards, Dennis, Trenerry & Werren, 1994
- Cophixalus neglectus Zweifel, 1962
- Cophixalus nexipus[2] Kraus, 2012
- Cophixalus nubicola Zweifel, 1962
- Cophixalus ornatus (Fry, 1912)
- Cophixalus pakayakulangun[5] Hoskin & Aland, 2011
- Cophixalus parkeri Loveridge, 1948
- Cophixalus peninsularis Zweifel, 1985
- Cophixalus petrophilus Hoskin, 2013[6]
- Cophixalus phaeobalius Kraus & Allison, 2009
- Cophixalus pictus[2] Kraus, 2012
- Cophixalus pipilans Zweifel, 1980
- Cophixalus pulchellus Kraus & Allison, 2000
- Cophixalus rajampatensisGünther, Richards, Tjaturadi & Krey, 2015[7]
- Cophixalus riparius Zweifel, 1962
- Cophixalus salawatiensis[7] Günther, Richards, Tjaturadi & Krey, 2015
- Cophixalus saxatilis Zweifel & Parker, 1977
- Cophixalus shellyi Zweifel, 1956
- Cophixalus sphagnicola Zweifel & Allison, 1982
- Cophixalus tagulensis Zweifel, 1963
- Cophixalus tenuidactylus Günther & Richards, 2012[8]
- Cophixalus tetzlaffi Günther, 2003
- Cophixalus timidus Kraus & Allison, 2006
- Cophixalus tomaiodactylus Kraus & Allison, 2009
- Cophixalus tridactylus Günther, 2006
- Cophixalus variabilis Kraus & Allison, 2006
- Cophixalus verecundus Zweifel & Parker, 1989
- Cophixalus verrucosus (Boulenger, 1898)
- Cophixalus viridisGünther, Richards & Dahl, 2014 [9]
- Cophixalus wempi Richards & Oliver, 2010
- Cophixalus zweifeli Davies & McDonald, 1998